# Юрий Васильевич (князь дмитровский)
Юрий (Георгий) Васильевич младший (22 ноября 1441 — 12 сентября 1473) — удельный князь Дмитровский (1462—1472), третий сын великого князя Московского Василия II Васильевича Тёмного (1415—1462) и Марии Ярославны (ок. 1418—1484).

## Биография
Именовался "младшим", т.к. у его отца имелся еще один сын с таким именем, умерший в детстве: Юрий Васильевич (Большой) (1437 —1441).
В 1462 году отец — Василий Тёмный, умирая, оставил по духовному завещанию Юрию в удел Дмитров, Можайск, Медынь, Серпухов, Хотунь, несколько московских сёл (Юлка, Серебожь, Бускутово, Рожественное), из которых коломенские сёла у него по условиям завещания мог выменять на другие его старший брат Иван, а также две трети Москвы, из коих одну треть совместно с братом Андреем (они должны были держать её по годам); тем же духовным завещанием за Юрием утверждались многочисленные сёла, отказанные ему бабкой, великой княгиней Софией Витовтовной, которой он был любимым внуком (сельцо Семчинское с Самсоновым лугом, Гжеля, московский её прикуп: Поповское Воробьёво с Семеновским и деревнями, на Пахре село Мячково с Фаустовским, Ладыгинским, Левонтьевским, Тяжиным и рыболовными деревнями, коломенские сёла — Вилино, Кривцово, Бронниче, Чевырево, Марчуково, Рожок, починок у Щелина озера, юрьевские прикупы — Турабьевские сёла, Кучка, Деревенька, Шадрино, костромские прикупы — Качаловское, Ушаковское, Святое, вологодские — Масленские сёла, Янгасарские и Говоровские, с придачей Шипиловского села к Турабьевским).
В 1469 году командовал походом русских войск на Казань. В 1471 году Юрий участвовал в походе Ивана III на Новгород, а в 1472 году — против хана Ахмата, дошедшего до Оки и сжёгшего Алексин. Юрий и русские воеводы стояли на другом берегу реки и плакали, но помочь не могли, так как в этом месте Ока была глубока для перехода вброд. Успехи Ахмата ограничились истреблением Алексина, и хан двинулся назад, в свои улусы. Летописи отмечают, что татары боялись Юрия Васильевича («имени его трепетаху»). Вскоре после отражения нашествия Ахмата, 12 сентября 1473 года Юрий Васильевич скончался.
Женат он не был и умер бездетным. Сёла и деревни он оставил по духовной грамоте братьям своим, великому князю Ивану III, Андрею Меньшому и Борису, матери Марии Ярославовне и племяннику Ивану, сыну великого князя, о городах же не сделал никаких распоряжений, чем впоследствии воспользовался Иван III, присоединив города к своим владениям, что впоследствии послужило причиной ссоры и противоречий с братьями. Оставил Юрий также 752 рубля долгу, самая значительная часть которых была занята под залог разных движимых вещей у частных лиц и монастырей.
Погребён в Архангельском соборе Московского Кремля.

## Киновоплощения
- Телесериал «София» — Иван Колесников